# Bazouges-sur-le-Loir
Bazouges-sur-le-Loir korábbi község Franciaország Loire mente régiójában, Sarthemegyében. 2017. január 1-jén Cré-sur-Loir korábbi községgel egyesült és az így létrejött Bazouges Cré sur Loir új község része lett.
Lakosainak száma 1232 fő (2018. január 1.). Bazouges-sur-le-Loir Crosmières, Durtal, Fougeré, Les Rairies, Cré-sur-Loir és La Flèche községekkel határos.

## Népesség
A település népességének változása:
| Lakosok száma | 1255 | 1269 | 2137 | 1249 | 1232 |
|               | 2013 | 2015 | 2016 | 2017 | 2018 |